# Cantonul Lannemezan
Cantonul Lannemezan este un canton din arondismentul Bagnères-de-Bigorre, departamentul Hautes-Pyrénées, regiunea Midi-Pyrénées, Franța.

## Comune
- Artiguemy
- Benqué
- Bonnemazon
- Bourg-de-Bigorre
- Campistrous
- Capvern
- Castillon
- Chelle-Spou
- Clarens
- Esconnets
- Escots
- Espieilh
- Fréchendets
- Gourgue
- Lagrange
- Lannemezan (reședință)
- Lutilhous
- Mauvezin
- Molère
- Péré
- Pinas
- Réjaumont
- Sarlabous
- Tajan
- Tilhouse
- Uglas